# Consolata Boyle
Consolata Boyle (* 23. Mai 1949 in Dublin) ist eine irische Kostümdesignerin. Für die Kostümentwürfe des Films Die Queen wurde Boyle 2007 für den Academy Award nominiert, weitere Nominierungen folgten in den Jahren 2017 und 2018 für ihre Arbeiten an Florence Foster Jenkins und Victoria & Abdul.

## Leben
Boyle studierte zunächst Archäologie am University College Dublin, bevor sie sich dem Kostümdesign zuwandte. Boyle absolvierte eine Berufsausbildung am Abbey Theatre in Dublin. Zum Film kam sie durch Freunde, die Filme drehten und für deren Werke sie die Kostüme fertigte. Das erste große Projekt, für das Boyle die Ausstattung übernahm, war das 1798 spielende Drama Anne Devlin von Pat Murphy im Jahr 1984. Ihre Arbeit an Lion in Winter – Kampf um die Krone des Königs wurde 2002 mit einem Emmy Award belohnt. Für die Kostüme des Films Die Queen wurde Boyle im Jahr 2007 für den Oscar und die British Academy Film Awards nominiert. 2011 übernahm Boyle mit dem Film Die Eiserne Lady ein weiteres Mal die Kostüme für einen vielfach ausgezeichneten Film über die neueste englische Geschichte.

## Filmografie (Auswahl)
- 1984: Anne Devlin
- 1985: The Woman Who Married Clark Gable
- 1988: The Courier
- 1991: Dezemberbraut (December Bride)
- 1992: Das weiße Zauberpferd (Into the West)
- 1996: Moll Flanders
- 1996: Mary Reilly
- 1996: Fisch & Chips (The Van)
- 1999: Die Asche meiner Mutter (Angela's Ashes)
- 2000: Nora – Die leidenschaftliche Liebe von James Joyce (Nora)
- 2003: Lion in Winter – Kampf um die Krone des Königs (The Lion in Winter)
- 2005: Eine Hochzeit zu dritt (Imagine Me & You)
- 2006: Die Queen (The Queen)
- 2009: Blut, Schweiß und Tränen (Into the Storm)
- 2009:  Chéri – Eine Komödie der Eitelkeiten (Chéri)
- 2010: Immer Drama um Tamara (Tamara Drewe)
- 2011: Die Eiserne Lady (The Iron Lady)
- 2012: Byzantium
- 2016: Florence Foster Jenkins
- 2017: Victoria & Abdul

## Auszeichnungen und Nominierungen
- 1997: Golden Satellite Award, Nominierung für Moll Flanders
- 2000: Irish Film & Television Award für Die Asche meiner Mutter und Nominierung für Nora – Die leidenschaftliche Liebe von James Joyce
- 2004: Emmy Award für Lion in Winter – Kampf um die Krone des Königs
- 2007: Oscar, Nominierung für Die Queen
- 2007: British Academy Film Awards, Nominierung für Die Queen
- 2007: Irish Film & Television Award für Die Queen
- 2009: Emmy Award, Nominierung für Blut, Schweiß und Tränen
- 2009: Satellite Awards, Nominierung für Chéri – Eine Komödie der Eitelkeiten
- 2010: Irish Film & Television Award für Chéri – Eine Komödie der Eitelkeiten
- 2011: Irish Film & Television Award, Nominierung für Immer Drama um Tamara
- 2012: Irish Film & Television Award für Die Eiserne Lady
- 2017: Oscar, Nominierung für Florence Foster Jenkins
- 2018: Oscar, Nominierung für Victoria & Abdul